# Khúc côn cầu trên cỏ tại Đại hội Thể thao Liên châu Mỹ 2019 – Đội hình Nam
Bài viết này trình bày danh sách của tất cả các đội tuyển tham gia tại giải khúc côn cầu trên cỏ dành cho nam tại Đại hội Thể thao Liên châu Mỹ 2019 ở Lima, Peru. Danh sách của một đội có thể có tối đa 16 vận động viên.
Tuổi và số lần khoác áo đội tuyển tính đến ngày 29 tháng 7 năm 2019 và các câu lạc bộ mà họ thi đấu trong mùa giải 2018–19.

## Bảng A

### Argentina
Argentina đã công bố đội hình của họ vào ngày 12 tháng 7 năm 2019.
Huấn luyện viên trưởng: Germán Orozco
| STT | V.t | Cầu thủ                   | Ngày sinh (tuổi)            | Số trận | Câu lạc bộ        |
| --- | --- | ------------------------- | --------------------------- | ------- | ----------------- |
| 1   | TM  | Juan Manuel Vivaldi       | 17 tháng 7, 1979 (40 tuổi)  | 264     | Banco Provincia   |
| 5   | DF  | Pedro Ibarra (Đội trưởng) | 11 tháng 9, 1985 (33 tuổi)  | 282     | San Fernando      |
| 7   | FW  | Nicolás Keenan            | 6 tháng 5, 1997 (22 tuổi)   | 7       | Klein Zwitserland |
| 9   | FW  | Maico Casella             | 5 tháng 6, 1997 (22 tuổi)   | 49      | San Fernando      |
| 10  | FW  | Matías Paredes            | 1 tháng 2, 1982 (37 tuổi)   | 350     | Ducilo            |
| 12  | FW  | Lucas Vila                | 23 tháng 8, 1986 (32 tuổi)  | 231     | Mannheimer HC     |
| 13  | DF  | Leandro Tolini            | 14 tháng 3, 1990 (29 tuổi)  | 48      | Gantoise          |
| 16  | MF  | Ignacio Ortiz             | 26 tháng 7, 1987 (32 tuổi)  | 147     | Banco Provincia   |
| 17  | DF  | Juan Martín López         | 27 tháng 5, 1985 (34 tuổi)  | 288     | Banco Provincia   |
| 22  | DF  | Matías Rey                | 1 tháng 12, 1984 (34 tuổi)  | 194     | Real Club de Polo |
| 23  | FW  | Lucas Martínez            | 17 tháng 11, 1993 (25 tuổi) | 51      | Oranje-Rood       |
| 24  | DF  | Nicolás Cicileo           | 1 tháng 10, 1993 (25 tuổi)  | 35      | Klein Zwitserland |
| 26  | MF  | Agustín Mazzilli          | 20 tháng 6, 1989 (30 tuổi)  | 212     | Pinoké            |
| 28  | MF  | Federico Fernández        | 28 tháng 2, 1992 (27 tuổi)  | 27      | Ba. Na. De.       |
| 30  | MF  | Agustín Bugallo           | 23 tháng 4, 1995 (24 tuổi)  | 57      | Mitre             |
| 32  | FW  | Martín Ferreiro           | 21 tháng 10, 1997 (21 tuổi) | 30      | Lomas             |

## Bảng B

### Canada
Canada đã công bố đội hình của họ vào ngày 17 tháng 6 năm 2019.
Huấn luyện viên trưởng: Paul Bundy
| STT | V.t | Cầu thủ                | Ngày sinh (tuổi)            | Số trận | Câu lạc bộ         |
| --- | --- | ---------------------- | --------------------------- | ------- | ------------------ |
| 3   | DF  | Brandon Pereira        | 30 tháng 4, 1996 (23 tuổi)  | 54      | United Brothers    |
| 4   | DF  | Scott Tupper (Captain) | 16 tháng 12, 1986 (32 tuổi) | 300     | West Vancouver     |
| 8   | FW  | Oliver Scholfield      | 11 tháng 9, 1993 (25 tuổi)  | 57      | Vancouver Hawks    |
| 10  | FW  | Keegan Pereira         | 8 tháng 9, 1991 (27 tuổi)   | 167     | Uhlenhorst Mülheim |
| 11  | DF  | Balraj Panesar         | 16 tháng 3, 1996 (23 tuổi)  | 64      | UBC Thunderbirds   |
| 14  | MF  | Adam Froese            | 13 tháng 8, 1991 (27 tuổi)  | 183     | India Club         |
| 16  | DF  | Gordon Johnston        | 30 tháng 1, 1993 (26 tuổi)  | 165     | Vancouver Hawks    |
| 17  | MF  | Brenden Bissett        | 28 tháng 1, 1993 (26 tuổi)  | 124     | Vancouver Hawks    |
| 18  | FW  | James Wallace          | 14 tháng 9, 1999 (19 tuổi)  | 35      | UBC Thunderbirds   |
| 19  | FW  | Matthew Pearson        | 18 tháng 6, 1987 (32 tuổi)  | 268     | West Vancouver     |
| 22  | DF  | John Smythe            | 31 tháng 8, 1989 (29 tuổi)  | 106     | Vancouver Hawks    |
| 23  | FW  | Iain Smythe            | 2 tháng 6, 1985 (34 tuổi)   | 195     | Vancouver Hawks    |
| 24  | MF  | James Kirkpatrick      | 29 tháng 3, 1991 (28 tuổi)  | 85      | West Vancouver     |
| 27  | MF  | Sukhi Panesar          | 26 tháng 12, 1993 (25 tuổi) | 137     | United Brothers    |
| 29  | MF  | Taylor Curran          | 19 tháng 5, 1992 (27 tuổi)  | 173     | West Vancouver     |
| 30  | TM  | David Carter           | 4 tháng 11, 1981 (37 tuổi)  | 187     | United Brothers    |

### Hoa Kỳ
Hoa Kỳ đã công bố đội hình của họ vào ngày 9 tháng 7 năm 2019.
Huấn luyện viên trưởng: Rutger Wiese
| STT | V.t | Cầu thủ                | Ngày sinh (tuổi)            | Số trận | Câu lạc bộ             |
| --- | --- | ---------------------- | --------------------------- | ------- | ---------------------- |
| 1   | TM  | Jonathan Klages        | 14 tháng 5, 1997 (22 tuổi)  | 24      | Atletico San Sebastián |
| 3   | MF  | Michael Barminski      | 11 tháng 2, 1993 (26 tuổi)  | 81      | Ventura Roadrunners    |
| 4   | FW  | Tyler Sundeen          | 21 tháng 12, 1993 (25 tuổi) | 103     | LA Tigers              |
| 5   | FW  | Pat Harris             | 13 tháng 3, 1985 (34 tuổi)  | 144     | Mannheimer HC          |
| 7   | DF  | Tom Barratt            | 6 tháng 8, 1991 (27 tuổi)   | 72      | Beeston                |
| 9   | DF  | Adam Miller            | 15 tháng 3, 1992 (27 tuổi)  | 67      | Southgate              |
| 10  | FW  | Alberto Montilla       | 24 tháng 1, 1998 (21 tuổi)  | 7       | Bulldogs               |
| 12  | MF  | Ajai Dhadwal (Captain) | 13 tháng 8, 1993 (25 tuổi)  | 113     |                        |
| 14  | DF  | Aki Kaeppeler          | 10 tháng 7, 1994 (25 tuổi)  | 65      | TSV Mannheim           |
| 15  | FW  | Kei Kaeppeler          | 17 tháng 6, 1997 (22 tuổi)  | 18      | TSV Mannheim           |
| 17  | FW  | Christian DeAngelis    | 13 tháng 2, 1999 (20 tuổi)  | 26      | WC Eagles              |
| 18  | MF  | Paul Singh             | 11 tháng 3, 1993 (26 tuổi)  | 74      | LA Tigers              |
| 20  | MF  | Sean Cicchi            | 23 tháng 3, 1995 (24 tuổi)  | 97      | Conejo Bulldogs        |
| 21  | FW  | Deegan Huisman         | 29 tháng 10, 1997 (21 tuổi) | 21      | Almere                 |
| 22  | DF  | Johnny Orozco          | 18 tháng 2, 1993 (26 tuổi)  | 89      |                        |
| 26  | MF  | Mohan Gandhi           | 17 tháng 3, 1993 (26 tuổi)  | 92      | Beeston                |